# Nicolas Nancey
Nicolas Nancey, de son vrai nom Nicolas Zouros, né à Marseille le 21 mai 1874 et mort le 8 octobre 1925 à Bagnères-de-Luchon (Haute-Garonne), est un auteur dramatique français.

## Biographie
Décrit comme un successeur d'Eugène Labiche et Georges Feydeau, il écrivit une quinzaine de pièces vaudevillesques et boulevardières en collaboration avec des dramaturges tels que Paul Armont, Henry de Gorsse ou André Mouëzy-Éon.

## Théâtre
- 1916 : La Ventouse, pièce en un acte coécrite avec Jean Manoussi
- 1925 : Un petit nez retroussé, comédie-vaudeville en quatre actes coécrite avec André Birabeau

en collaboration avec Paul Armont
- 1905 : Le Truc du Brésilien
- 1906 : Le Trèfle à quatre
- 1909 : Théodore et Cie
- 1920 : Le Zèbre

en collaboration avec Jean Rioux
- 1912 : Pétoche, vaudeville en deux actes
- 1913 : Monsieur le juge, vaudeville en quatre actes
- 1914 : Faute de grives, vaudeville en un acte

en collaboration avec André Mouëzy-Éon
- 1919 : L'Héritier du bal Tabarin
- 1925 : Il est cocu, le chef de gare

en collaboration avec Henry de Gorsse
- 1921 : Trois poules pour un coq, vaudeville en 3 actes
- 1921 : Oscar ! Tu le seras, vaudeville en 3 actes
- 1922 : Le Coup d'Abélard, vaudeville en 3 actes
- 1923 : Un homme de paille, vaudeville en 3 actes
- La Petite Dame du wagon-lit

## Adaptations cinématographiques
- 1920 : The Glad Eye de Kenelm Foss et James Reardon d'après Le Zèbre (1920)
- 1927 : The Glad Eye de Maurice Elvey d'après Le Zèbre (1920)
- 1932 : Le Truc du Brésilien d'Alberto Cavalcanti
- 1933 : Ah ! Quelle gare ! ou Pétoche de René Guissart d'après Il est cocu, le chef de gare
- 1933 : Théodore et Cie de Pierre Colombier
- 1933 : L'Héritier du bal Tabarin de Jean Kemm
- 1936 : La Petite Dame du wagon-lit de Maurice Cammage
- 1939 : Un mare di guai de Carlo Ludovico Bragaglia d'après Théodore et Cie
- 1941 : Stanice Prednosta de Jan Svitak d'après une pièce de Nancey et Mouézy-Eon